# Andrew R. George
Pour les articles homonymes, voir Andrew George et George.
Andrew R. George (né en 1955) est un universitaire britannique spécialisé en assyriologie. Andrew George est professeur d'akkadien au Département des langues et cultures du Proche et du Moyen-Orient à la School of Oriental and African Studies de l'Université de Londres,. Il est en particulier connu pour son édition et sa traduction de l'Épopée de Gilgamesh et ses nombreuses publications relatives à ce textes. 

## Biographie
Andrew George étudie l'Assyriologie a l'Université de Birmingham (1973–1979),,. En 1985 il présente sa thèse de doctorat, Babylonian Topographic Texts, à l'Université de Londres sous la direction de Wilfred G. Lambert. Jusqu'en 1983 il enseigne les langues akkadienne et sumerienne ainsi que la littérature proche-orientale antique à la School of Oriental and African Studies (SOAS) puis l'akkadien et sa littérature à l'Université de Londres.
Son livre le plus célèbre est la traduction de Épopée de Gilgamesh dans sa version babylonienne standard pour les éditions Penguin Classics (2000),,,.  
Il a été élu membre honoraire de l'American Oriental Society (2012). Il est ancien professeur invité à l'Université de Heidelberg (2000), membre du  Institute for Advanced Study de Université de Princeton (2004-2005) et chercheur associé à l'Université Rikkyō Tokyo (2009).

## Publications
- House Most High: The Temples of Ancient Mesopotamia (Mesopotamian Civilizations, Vol 5), Eisenbrauns, 1993,  (ISBN 0-931464-80-3)
- The Epic of Gilgamesh: A new translation, 228pp, Penguin Classics (UK), (2000)  (ISBN 0-14-044721-0).
- The Babylonian Gilgamesh Epic: Critical Edition and Cuneiform Texts, 996pp, Oxford University Press (England) (2003)  (ISBN 0-19-814922-0).
- Babylonian Literary Texts (2009), Cuneiform Royal Inscriptions (2011), Babylonian Divinatory Texts (2013) and Assyrian Archival Documents in the Schøyen Collection (2017), Capital Decisions Ltd.

- Pendant dix-sept ans, Andrew R. George a été corédacteur en chef de la revue archéologique « Iraq » (1994-2011).